# Sint-Odokerk (Stolzembourg)

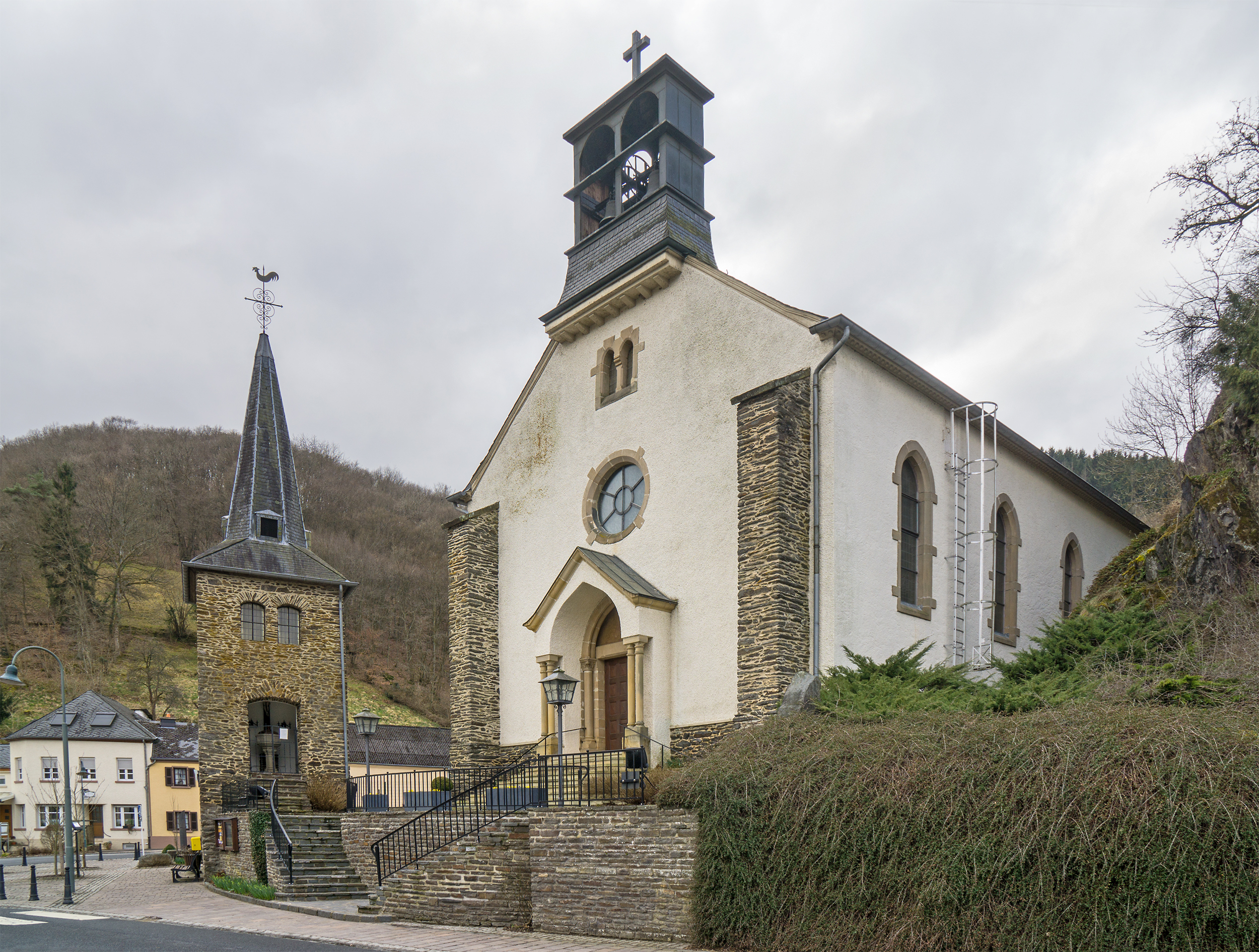
Sint-Odokerk en Oude toren

De Sint-Odokerk is de parochiekerk van de tot de Luxemburgse gemeente Putscheid behorende plaats Stolzembourg.

## Geschiedenis
Tot 1585 was Stolzembourg ondergeschikt aan de parochie van Hosingen. In Stolzembourg stond een kapel die aan Sint-Pancratius was gewijd. Een klok van 1506 getuigt van de vroegere kapel.
In 1761 werd de kerk vergroot of nieuw opgetrokken, en werd hij gewijd aan Sint-Odo. In 1885 werd de huidige kerk gebouwd. In de klokkengevel kwamen in 1955 naast de twee oudere, ook twee nieuwe klokken te hangen. In 1957 werd een nieuw orgel in gebruik genomen.
In de kerk is een aantal keramische kunstwerken te vinden.
Links van de trappen die naar de kerk leiden staat de toren van de oude kerk. Hierin bevindt zich een neogotisch doopvont.